# Псеудо-Фредегарова хроника
Псеудо-Фредегарова хроника представља најважнији извор за историју Франачке државе и суседних народа у 7. веку.
Раније је сматрана јединственим делом и приписивала се извесном Фредегеру, али је у 19. веку установљено да се састоји из најмање три дела. Писци су анонимни и потичу из различитих делова Франачке. Дело је написано лошим средњовековним латинским и пуно је варваризама. Пошто потиче од савременика, веродостојна је, мада неуједначена по вредности.

## О Словенима
Сваке године, Хуни [Авари] су долазили код Словена да би са њима провели зиму; затим су узели жене и кћери Словена и спавали с њима, а међу осталим злостављањима [већ споменута] Славени су такође били присиљени плаћати намете Хунима. Али синови Хуна, који су тада били подигнути са женама и кћерима тих Венда, нису више могли да издрже ову репресију и одбили су послушност Хунима и почели су, као што је већ поменуто, побуну. Када је сада вендска војска кренула против Хуна, њих је пратио и поменути трговац Само. Тако се храброст Сома дивно показала и огромна маса Хуна пала је од мача Венда.— Псеудо-Фредегарова хроника, Књига IV, Одељак 48, написана око 642. године